# Sellraintal
Sellraintal är en dal i Österrike.   Den ligger i förbundslandet Tyrolen, i den västra delen av landet, 400 km väster om huvudstaden Wien.
I omgivningarna runt Sellraintal växer i huvudsak barrskog. Runt Sellraintal är det ganska tätbefolkat, med 80 invånare per kvadratkilometer.